# QU-22 (航空機)

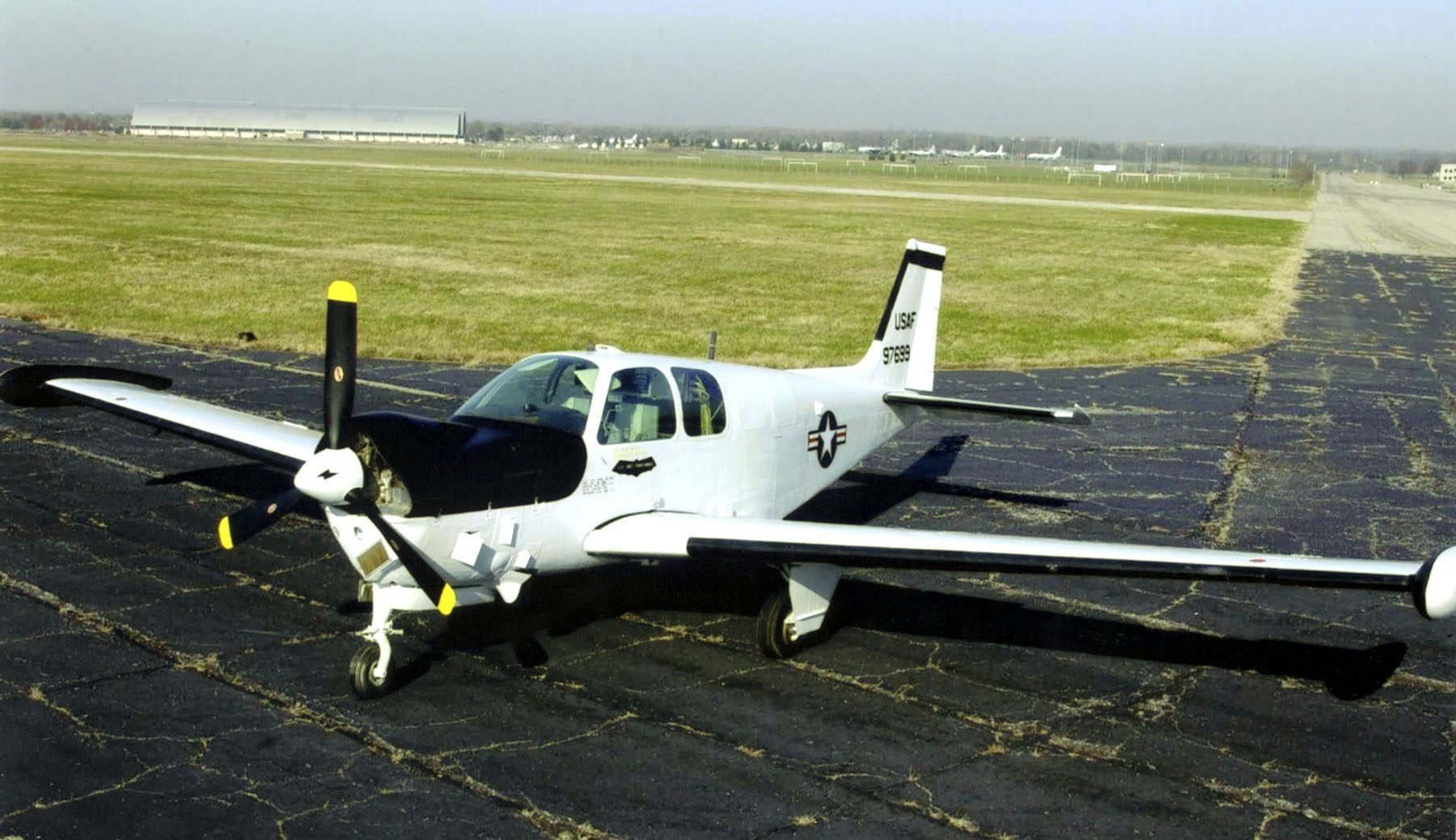
QU-22B ペイブイーグル

QU-22 ペイブイーグル (QU-22 Pave Eagle)はベトナム戦争時にアメリカ空軍が使用した通信中継機である。ビーチクラフト製のA36 ボナンザをベースに開発されており、無人での運用を想定していたためQの記号を持つが実際の作戦飛行は有人で行われた。

## 概要
ベトナム戦争中のイグルー・ホワイト作戦でアメリカ軍はホーチミン・ルートの周辺に大量のマイクロフォンや地震計を投下した。それらのセンサーは非常に小型であり内蔵している電池による低出力の電波の到達範囲は限られていた。これらの弱い電波を受信しタイの情報処理施設へと中継するため大型機のEC-121（ロッキードL-1049の軍用型）の改造型と共に単発の軽飛行機であるビーチクラフト・ボナンザをベースにした本機が開発された。
タイを拠点に1969年にから1972年のごく短い期間のみ使用され、イグルー・ホワイト作戦の終了とともに退役した。
姉妹機として軽攻撃機のAU-22が開発されていたが、こちらは採用されなかった。

## 形式・派生型
YAU-22A
COIN機。1機試作されたのみ。
YQU-22A
試作機。6機生産された。複座機で訓練にも使われた。
QU-22B
生産型。27機生産。

## 要目 (QU-22B)
- 乗員 1 名 （無人運用時は 0 名）
- 全長： 8.13 m
- 翼長： 12.02 m （翼端増槽含む）
- 全高： 2.58 m
- エンジン：Continental O-520型 1 基 375 馬力
- 最大速度：328 km/h
- 巡航速度：227 km/h
- 武装
  - なし
- 航続時間
  - 有人時: 6 時間
  - 無人時: 10 時間